# Таро и Дзиро
Таро́ и Дзиро — два ездовых пса породы сахалинские хаски из японской антарктической экспедиции, выжившие без людей в течение года в Антарктиде (1958—1959).

## История
Таро и Дзиро, братья-трёхлетки — самые молодые из 15 ездовых собак первой японской экспедиции в Антарктиду, которая началась в январе 1957 года. Собаки породы сахалинские хаски, известные в Японии как карафуто-кэн, хорошо подходят для пребывания в холодном климате.
Состав первой экспедиции из 11 исследователей должен был смениться другой командой в феврале 1958 года. Однако до прибытия сменщиков на район базы надвинулась мощная и внезапная буря, которая привела к эвакуации первой команды вертолётом, а высадка второй была приостановлена. Собак пришлось оставить на станции. Их привязали к цепям и оставили им пищу на несколько дней, планируя за ними вернуться. Однако возвращение людей состоялось только в следующем году.
14 января 1959 экспедиция вернулась на базу в Антарктиде. Полярники ожидали найти 15 трупов собак, но только семь (Ака, Горо, Поти, Моку, Куро, Пэсу и Кума с Момбэцу) умерли, не сумев освободиться от привязи. Остальные восемь собак смогли вырваться. Двоих из них, Таро и Дзиро, нашли живыми возле базы. Остальные шесть (Рики, Анко, Дэри, Дзакку, Сиро и Кума — который был отцом Таро и Дзиро) так и не были найдены.
Таро и Дзиро смогли выжить 11 месяцев в экстремальных условиях без поддержки человека. Ясукацу Китамура, профессор университета Кюсю и смотритель собак, писал: «Корма для людей и собак на базе „Сёва“ были нетронутыми. Некоторые популяции собак переходят к каннибализму во время голода. Семь собак, которые были привязаны, обнаружены мёртвыми, а их тела были нетронутыми. Я думаю, что сахалинские собаки ели пингвинов, кал тюленей, морских птиц и рыб (замерзших во льду)».
Таро и Дзиро остались в Антарктиде, чтобы возить сани для новой экспедиции. В 1960 году Дзиро умер там же от болезни, а в 1961 году Таро вернулся в родной город Саппоро и жил в Университете Хоккайдо, пока не умер от старости в 1970 году. Их трупы были забальзамированы, чучело Таро экспонируется в Музее национальных сокровищ Ботанического сада университета Хоккайдо, а чучело Дзиро входит в экспозицию Национального музея природы и науки в Токио — там же, где экспонируется чучело Хатико (самой верной собаки Японии).

## Чествование
В Японии были установлены памятники в честь Таро, Дзиро и погибших собак. Выпущена юбилейная монета с их изображением. Было снято два художественных фильма по мотивам этих событий — «Антарктическая история» в 1983 году и «Белый плен» в 2006 году.

## Галерея

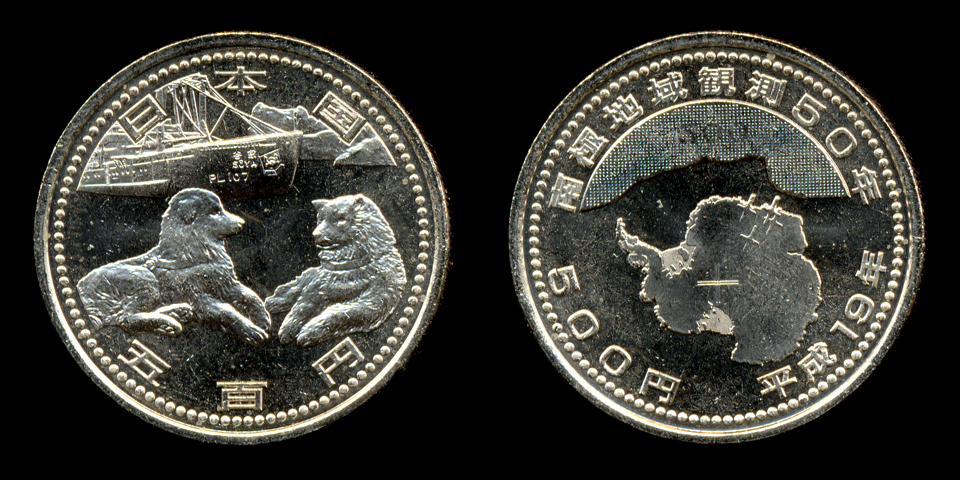
Юбилейная монета
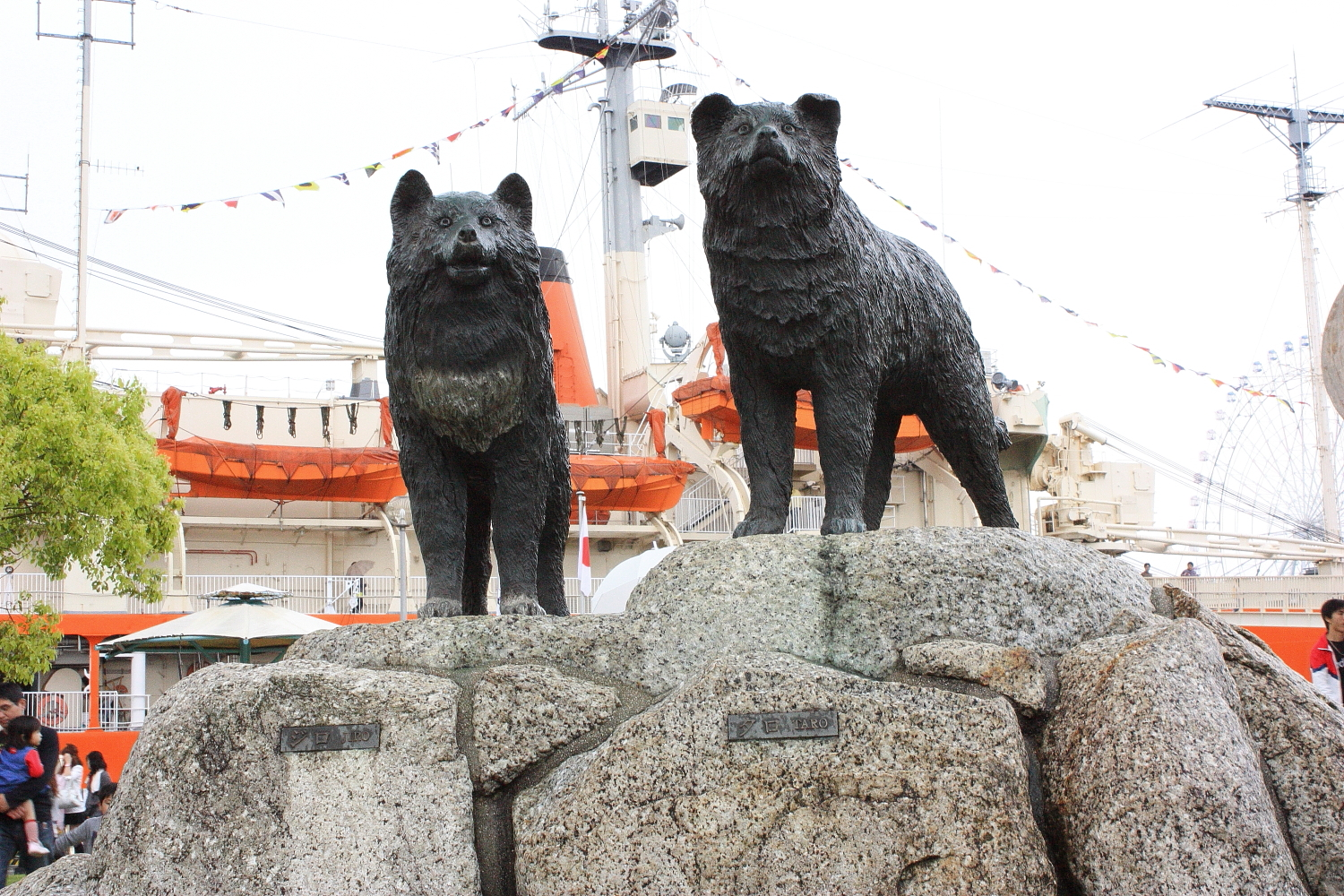
Памятник собакам
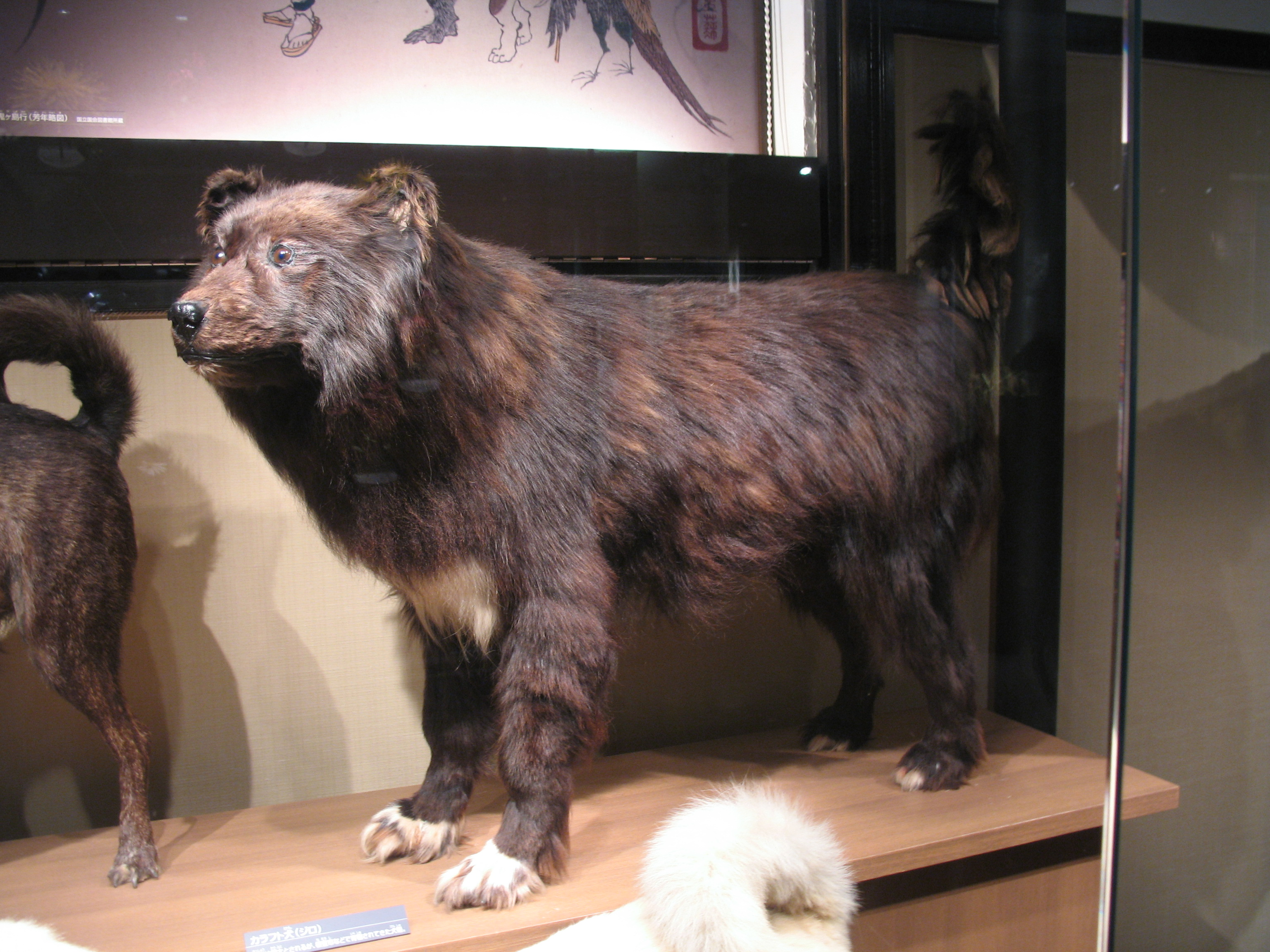
Чучело Дзиро в музее